# Limbobotys hainanensis
Limbobotys hainanensis là một loài bướm đêm trong họ Crambidae.